# Тургак
Тургаки — тюркское племя, упоминаемое в «Родословном древе тюрков» Абульгази, а также в числе 92 узбекских племён в «Маджму ат-Таварих».

## Этноним
Слово turqhag ~ turγaγ в переводе с тюркского означает «ночной караул или ночная охрана». Согласно Абульгази, их имя значит «сторож». Предположительно, от слова тургак происходит монгольский этноним торгут.

## Происхождение
Согласно «Родословному древу тюрков» Абульгази, родовое происхождение тургаков неизвестно, «некоторые из них тюркского племени». В других источниках причисляются к монгольским элементам в списке 92 узбекских племён.

Государи, для охранения своей особы, определяют несколько человек: они, находясь при их двери, по очереди или стоят на страже, или спят. Стоящие на страже бьют в барабан или стучат в две палки, чтобы дать знать о враге, если он идет. Из стражей те, которые провели череду в бодрствовании на карауле, говорили спавшим: «Моя череда кончилась, теперь ты тургак, стой на карауле». Поэтому хранителей государя называли тургак.